# Agrohydrologi
Agrohydrologi är den del av hydrologin som är relevant för att jordbruket ska kunna optimera sina skördar till lägsta brukningskostnad. Till agrohydrologin räknas bland annat konstbevattning, dränering, evapotranspiration och förståelsen hur markvattnet uppför sig i marken.